# Hellcats
Hellcats ist eine US-amerikanische Fernsehserie über Cheerleader, die von 2010 bis 2011 von den CBS Television Studios, Warner Bros. Television in Zusammenarbeit mit Tom Welling Productions produziert und vom US-Sender The CW ausgestrahlt wurde.
Am 17. Mai 2011 wurde die Serie von The CW eingestellt.

## Handlung
Im Mittelpunkt der Handlung steht Marti Perkins, die das Ziel verfolgt, an der Lancer University Jura zu studieren. Sie verliert jedoch ihr Stipendium und sucht nach einer schnellstmöglichen Gelegenheit, ein anderes Stipendium zu erhalten, um ihr Studium fortsetzen zu können. Nach langer erfolgloser Suche entscheidet sie sich dem Cheerleader-Team Hellcats beizutreten, um so ein Stipendium zu erhalten, wobei ihr aber vor allem ihre Mutter Wanda sowie die ehrgeizige Cheerleaderin Alice Verdura Probleme bereiten. Alice sieht sie als sehr große Konkurrenz, da Marti sehr großes Talent, aufgrund ihrer Tänzer- und Athletenvergangenheit, hat und Alice aufgrund ihrer Verletzung nicht an den Qualifikationen für einen Cheerleaderwettbewerb teilnehmen kann. Unterstützt wird sie jedoch durch den Captain des Teams, Savannah Monroe, sowie durch ihren besten Freund Dan Patch, der jedoch dem Cheerleading eher kritisch gegenübersteht.
Dies ändert sich jedoch, als Dan eine Beziehung mit der streng gläubigen und konservativen Savannah eingeht und den Hellcats schließlich bei ihrem Bewerbungsvideo hilft.

## Figuren

### Marti Perkins
Marti Perkins (geb. in Memphis) ist eine angehende Jura-Studentin an der Universität Lancer. Das überfürsorgliche Verhalten ihrer Mutter Wanda Perkins führt dazu, dass sie erst viel zu spät erfährt, dass ihr Stipendium aufgehoben worden ist, dieses wird somit derzeit nicht finanziert. Durch einen Zufall erfährt sie durch Savannah Monroe von einem Cheerleadercasting der legendären „Hellcats“. Ein Platz in diesem bedeutet ein Stipendium und somit beginnt Marti mit ihrem Training. Bei ihrem besten Freund Dan Patch stößt sie dabei zunächst auf Unverständnis und auch im Cheerleaderteam sorgt Marti zunächst für geteilte Meinungen.

### Savannah Monroe
Savannah ist der neue Kapitän der Hellcats und geht in dieser Funktion auch auf. Sie sieht Marti als eine harte Konkurrenz, dennoch freundet sie sich mit ihr an. Marti und sie teilen sich ein Zimmer im 'Cheertown'. Sie entwickelt Gefühle für Martis Kindheitsfreund Dan und kommt schließlich mit ihm zusammen.
Außerdem wurde Savannah von ihren Eltern Lane und Parker streng katholisch erzogen. Sie steht zu ihrer Religion trotz des Wechsels zur „Lancer University“
Savannahs Schwester Charlette (19) wohnt zu Hause bei ihren Eltern und ist von Savannahs Exfreund Noah schwanger geworden. Savannah und Dan kamen eine kurze Zeit auseinander, versöhnten sich jedoch schon wieder ziemlich schnell.

### Alice Verdura
Alice war ein Flyer der Hellcats, bevor sie einen Unfall bei einem Training hatte. Sie war einmal in einer Beziehung mit Lewis. Bevor Savannah zu der Lancer Universität wechselte, standen ihre Chancen gut Kapitän der Hellcats zu werden.

### Dan Patch
Dan und Marti sind Freunde, seit sie Kinder waren. Der Filmemacher ist seit Jahren in Marti verliebt, des späteren datet er jedoch Savannah und fängt mit ihr eine Beziehung an.

### Lewis Flynn
Lewis ist der Ex-Freund von Alice. Er findet Gefallen an Marti.

### Vanessa Lodge
Vanessa ist der Coach der Hellcats und war früher selbst mal Star der Hellcats, für sie zählt nur Gewinnen. Sie ist mit dem Arzt Derrick Altman zusammen.

## Produktion
Die Serie basiert auf dem Buch Cheer: Inside the Secret World of College Cheerleaders von der Journalistin Kate Torgovnick und wird als „Election trifft auf Girls United“ beschrieben. Der Schauspieler Tom Welling und der Drehbuchschreiber Kevin Murphy fungieren als Executive Producer. Die beiden gaben der Serie zuerst den Namen Cheer. Das Drehbuch zur Pilotfolge wurde von Murphy geschrieben und Regie führte Allan Arkush. Am 18. Mai 2010 berichteten der The Hollywood Reporter, Variety und Entertainment Weekly, dass The CW Hellcats als Serie bestellt hat. Der Name der Hauptfigur wurde ursprünglich Sierra Sloane genannt, später aber auf Savannah Monroe geändert.
Bei den jährlichen Upfronts am 21. Mai 2010 gab The CW offiziell bekannt, dass Hellcats als Serie bestellt ist und dass es mittwochs nach America’s Next Top Model laufen wird. Der Sender bestellte die branchenüblichen 13 Episoden. Zahlreiche Promotion-Clips von Hellcats wurden im Internet und auf The CW gezeigt. TV Guide berichtet, dass Ashley Tisdale mit 30.000 Dollar für jede Episode die bestbezahlte Schauspielerin der Serie ist.
Bei der Television Critics Association Presse Tour in Los Angeles am 29. Juli 2010, sagte der Produzent Murphy, dass die Serie von alten Sportfilmen wie Vier irre Typen, Crazy for You und Flashdance inspiriert wurde. Der Produzent Welling sagte, dass er vom Drehbuch zur Serie überzeugt ist und es so eine Serie noch nicht im TV gebe. Als die Frage aufkam, warum The CW die Serie bestellt habe, antwortete er: „Hellcats ist eine der Underdogs-Serien“ und es ist eine der großen Produktionen.
Am 4. September 2010 wollte The CW einen Weltrekord für den „Größten Cheerleading-Tanz“ in einer 5-minütigen Choreographie brechen, scheiterte dann aber an der Anzahl der beteiligten Cheerleader.
Die Pilotfolge wurde vom 13. bis zum 21. April 2010 in Vancouver gedreht. Die weiteren Folgen der ersten Staffel werden seit dem 24. Juli 2010 ebenfalls in Vancouver gedreht. Die Besetzung hatte zwei Wochen Zeit die Choreographie zur Pilotfolge zu lernen, für alle weiteren Folgen haben sie nur noch eine Woche Zeit.
Die frühere Fame-Schauspielerin Debbie Allen wird bei einer späteren Folge Regie führen. Aufgrund von guten und soliden Quoten orderte The CW am 23. September 2010 sechs weitere Drehbücher für die erste Staffel. Am 22. Oktober berichtete Variety, dass The CW eine volle Staffel mit 22 Episoden von Hellcats bestellt hat.

### Musik
Die Hauptdarstellerinnen Michalka und Tisdale planen ihre Musikkarriere separat neben der Serie fortzusetzen, obwohl beide in der vierten Episode singen. Der Titelsong der Serie wird von Michalkas Band 78violet gesungen und wurde zum ersten Mal in der dritten Folge gezeigt. Kevin Murphy gab in einem Interview bekannt, dass es ein Soundtrack zur Serie, unter anderem mit dem Song „Rockstar“ von Fefe Dobson und dem Titelsong geben wird. Für die Serie werden unter anderem folgenden Lieder gecovert: „The Letter“ von The Box Tops and „Brand New Day“ von Sting.

### Casting

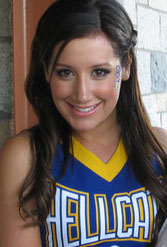
Ashley Tisdale spielt Savannah Monroe

Am 8. März 2010 berichtete der The Hollywood Reporter, dass Alyson Michalka und Gail O’Grady als die ersten beiden Besetzungsmitglieder fest stehen. Michalka wird die Hauptrolle der Collegestudentin Marti Perkins, übernehmen und O’Grady wird in der Serie deren Mutter Wanda Perkins spielen. Später berichtete die Seite, dass Ashley Tisdale, die Rolle der Savannah Monroe (damals noch Sierra Sloane), der ehrgeizigen Kapitänin der Hellcats, übernehmen wird. Als nächste Schauspielerin stieß Sofia Vassilieva zur Besetzung, wurde aber später von Elena Esovolova ersetzt, die die Rolle der Patty „The Wedge“ Wedgerman übernehmen wird.
Die Rolle des Dan Patch, Martis altem Freund, wird Matt Barr übernehmen. Am 5. April 2010 berichteten der The Hollywood Reporter und Variety, dass Robbie Jones und Heather Hemmens zur Besetzung gestoßen sind. Jones wird den männlichen Hauptdarsteller, der sich in Marti verliebt, spielen, während Hemmens die Rolle der kranken Cheerleaderin, übernehmen wird. Am 8. April berichtete der The Hollywood Reporter das die Schauspielerin Sharon Leal die Rolle der Vanessa Hodge, einem früheren Hellcats Star, die nun als Coach fungiert, spielen wird.
Am 14. April 2010 wurde bekannt, dass Ben Browder die Rolle des Red Raymond, Lancer University’s Football Coach, übernehmen wird, jedoch wurde am 21. Mai 2010 bekannt, dass die Rolle neu besetzt werden wird. Raymonds Rolle wurde später mit Jeff Hephner neu besetzt. Am 13. Juli 2010, einen Tag vor Drehstart, wurde D. B. Woodside als Derrick Altman besetzt.
Der Produzent gab bekannt, dass Gale Harold einige Gastauftritte als einer von Martis Jura Professoren spielen wird. Michalka fügte hinzu, dass Harold in der dritten Episode und in mehreren anderen Episoden Gastauftritte haben wird.

## Besetzung

### Hauptbesetzung
- Alyson Michalka als Marti Perkins
- Ashley Tisdale als Savannah Monroe
- Heather Hemmens als Alice Verdura
- Matt Barr als Dan Patch
- Robbie Jones als Lewis Flynn
- Sharon Leal als Vanessa Lodge

### Nebenbesetzung
- Jeff Hephner als Red Raymond
- D. B. Woodside als Derrick Altman
- Aaron Douglas als Bill Marsh

## Ausstrahlung
In den USA wird die erste Staffel seit dem 8. September 2010 immer mittwochs ausgestrahlt.

### International
In Australien strahlt der Sender Go! die Serie seit dem 13. September 2010 aus. In Kanada strahlen die Sender A und MuchMusic die Serie zur gleichen Zeit wie in den USA aus. Auf den Philippinen startete die Serie am 15. September 2010 auf dem dortigen Sender ETC.

## Episodenliste
| Nr. | Deutscher Titel | Originaltitel                        | Zusammenfassung | Erstausstrahlung USA | Deutschsprachige Erstausstrahlung (—) |
| --- | --------------- | ------------------------------------ | --- | -------------------- | ------------------------------------- |
| 1   | —               | A World Full of Strangers            | Als Marti ihr Stipendium verliert, muss sie sich etwas suchen, mit dem sie ihr Studium beenden kann. So geht sie zum Cheerleader-Team ihrer Uni, den Hellcats und schafft es ins Team. | 8. Sep. 2010         | —                                     |
| 2   | —               | I Say a Little Prayer                | Durch Alices Intrige taucht Martis Mutter Wanda bei einem Hellcats-Auftritt auf. Marti lässt sie jedoch der Halle verweisen und Louis ist sauer auf Alice, da sie durch diese Aktion die Stipendien aller aufs Spiel gesetzt hatte. Savannahs Schwester, die für ein gegnerisches Team cheerleadert, ist nach einem Sturz ernsthaft verletzt. Savannah vertraut Marti, über ihre verklemmt christlichen Eltern und ihrer Wahl von Memphis an die Lancer-Universität zu gehen, an.                        | 15. Sep. 2010        | —                                     |
| 3   | —               | Beale St. After Dark                 | Savannah hat ihr erstes Date mit Dan, doch da sie keine Ahnung von Dates hat, wird aus dem Date eine Gruppenversammlung, bei dem sich Savannah fragt, ob zwischen Dan und Marti mal etwas gelaufen ist. Währenddessen gesteht Vanessa schließlich Derrick, dass sie einmal eine Beziehung mit Red Raymond hatte. | 22. Sep. 2010        | —                                     |
| 4   | —               | Nobody Loves Me But My Mother        | Es fliegt auf, dass Alice Aufputschmittel nimmt. Lewis möchte ihr helfen und verfällt ihrem Bann, gerade als Marti den Mut zusammen genommen hat, sich ihm zu öffnen. Derweilen läuft das Essen mit Dan bei Savannahs Eltern schief. | 29. Sep. 2010        | —                                     |
| 5   | —               | The Prisoner’s Song                  | Marti versucht die Unschuld eines Gefangen zu beweisen, anstatt die Strafe nur zu reduzieren. Ein Lied soll dazu beitragen. Zwischen Savannah und Alice bricht ein Streit aus, ob sie das Video für ihre Bewerbung lieber modern oder traditionell haben möchten. | 6. Okt. 2010         | —                                     |
| 6   | —               | Ragged Old Flag                      | Die Volleyballerinnen, denen die Gelder, die den Hellcats gestrichen wurden, zugutekommen, fordern die Hellcats zu einem Footballspiel heraus. Während Lewis die Hellcats trainiert, holen die Gegenspieler Jake zur Hilfe. Das ruft Alice auf den Plan, die ihre Beziehung mit dem Footballspieler auszunutzen vermag. | 13. Okt. 2010        | —                                     |
| 7   | —               | The Match Game                       | Das Bewerbungsvideo wird nicht angenommen, sodass sie, um das notwendige Geld einzutreiben, eine Date Auktion planen. Diese Aktion gerät aus dem Ruder als Savannahs Ex auftaucht und sie ersteigert, zudem muss Marti mit Morgan ausgehen und Vanessa erwartet ein Date mit Red Raymond. | 27. Okt. 2010        | —                                     |
| 8   | —               | Back of a Car                        | Savannah hat entschieden nach der großen 80er Feier der Hellcats ihr erstes Mal mit Dan zu verbringen. Doch etwas stimmt nicht, läuft zwischen Dan und Marti etwas? Unterdessen soll Alice Jake bei einer PR-Story für ein Football-Team helfen. | 3. Nov. 2010         | —                                     |
| 9   | —               | Finish What We Started               | Savannah ist wütend auf Marti, weil sie ihr vorenthalten hat, dass sie ihre Unschuld an Dan verloren hat. Und auch für Marti ist es eine schwierige Zeit, weil sie sich ihrer Gefühle nicht mehr sicher ist – will sie Lewis oder Dan? Um sich abzulenken, verbeißt sie sich immer tiefer in Travis’ Fall, doch am Ende hilft das ihrer emotionalen Ungewissheit nicht im Geringsten. Savannah sucht Ablenkung bei ihrer Familie, ihre Schwester vertraut ihr etwas Unglaubliches an.                    | 10. Nov. 2010        | —                                     |
| 10  | —               | Pledging My Love                     | An der Universität kursiert ein Nacktfoto von Alice. Es fällt der erste Verdacht auf ihren Freund Damian, doch gemeinsam mit ihm und Lewis findet sie heraus, wer wirklich verantwortlich ist. Martis und Morgans geheime Untersuchung von Travis’ Fall fliegen auf, und sie müssen sich vor Julian rechtfertigen, der diese Art von Alleingang nicht gutheißt. Erst ein leidenschaftliches Plädoyer von Marti kann den Professor umstimmen. Leidenschaftlich wird es auch zwischen Derrick und Vanessa. | 17. Nov. 2010        | —                                     |
| 11  | —               | Think Twice Before You Go            | Dan droht nicht mehr Martis Freund zu sein, wenn sie ihm nicht sagt, was sie für ihn fühlt. Er sagt ihr, dass er mit ihr zusammen sein will, aber sie sagt nein. Savannah ist verärgert und betrinkt sich, was sie in eine schwierige Situation mit dem Gastgeber des Grillabends bringt. Marti erzählt Savannah, Lewis und dem Rest der Mannschaft von ihrer Beziehung mit Dan, woraufhin Dan die Stadt verlässt.                                                                                       | 1. Dez. 2010         | —                                     |
| 12  | —               | Papa, Oh Papa                        | — | 25. Jan. 2011        | —                                     |
| 13  | —               | Worried Baby Blues                   | — | 1. Feb. 2011         | —                                     |
| 14  | —               | Remember When                        | — | 8. Feb. 2011         | —                                     |
| 15  | —               | God Must Have My Fortune Laid Away   | — | 15. Feb. 2011        | —                                     |
| 16  | —               | Fancy Dan                            | — | 22. Feb. 2011        | —                                     |
| 17  | —               | Don’t Make Promises (You Can’t Keep) | — | 1. März 2011         | —                                     |
| 18  | —               | Woke Up Dead                         | — | 19. Apr. 2011        | —                                     |
| 19  | —               | Before I Was Caught                  | — | 26. Apr. 2011        | —                                     |
| 20  | —               | Warped Sister                        | — | 3. Mai 2011          | —                                     |
| 21  | —               | Land of 1,000 Dances                 | — | 10. Mai 2011         | —                                     |
| 22  | —               | I’m Sick Y’all                       | — | 17. Mai 2011         | —                                     |